# Andon Qesari
Andon Qesari (ur. 27 czerwca 1942 we wsi Qeparo k. Wlory, zm. 13 lutego 2021 w Tiranie) – albański aktor teatralny i filmowy.

## Życiorys
W 1966 ukończył studia w szkole aktorskiej im. Aleksandra Moisiu w Tiranie. Po studiach podjął pracę w teatrze we Wlorze, a także prowadził zajęcia ze sztuki aktorskiej dla studentów Instytutu Sztuk w Tiranie, w którym pracował do roku 2004. W 1975 przeszedł do zespołu Teatru Ludowego (alb. Teatri Popullor). Za rolę Besnika w komedii Shënomëni dhe mua otrzymał nagrodę państwową. Od lat 70. także zajmował się reżyserią teatralną, przygotowując spektakle dla Teatru Ludowego, a także dla teatrów we Wlorze i w Korczy. W latach 80. publikował szereg artykułów dotyczących teorii teatru, scenografii, a także z zakresu krytyki teatralnej.
Na dużym ekranie wystąpił po raz pierwszy w 1967 grając rolę Skendera w filmie Ngadhjenim mbi vdekjen. Potem zagrał jeszcze w 12 filmach fabularnych, w czterech z nich były to role główne. Zmarł po długiej chorobie 13 lutego 2021 w Tiranie.
Przez władze Albanii został uhonorowany tytułem Zasłużonego Artysty (alb. Artist i Merituar), a w 2012 tytułem Wielkiego Mistrza (Mjeshter i Madh). W 2013 ukazała się książka Qesariego Une, ti dhe teatri: Dje, sot, neser (Ja, ty i teatr: Wczoraj, dzisiaj, jutro), poświęcona historii teatru albańskiego.
Był żonaty, miał syna Edona.

## Role filmowe
- 1967: Ngadhjënim mbi vdekjen jako Skënder
- 1970: Gjurma
- 1975: Ne fillim te verës jako kwestor
- 1976: Pylli i lirisë jako ballista
- 1977: Ata ishin katër jako Bilal, komendant rejonowy
- 1980: Deshmorët e monumentëve jako austriacki kapitan Hessler
- 1983: Fraktura jako urzędnik komunalny
- 1984: Fushë e blertë, fushë e kuqe
- 1987: Bota e padukshme jako wiceminister
- 1987: Ne emër të lirisë jako Syrja
- 1987: Tela për violine jako dr Kozma
- 1988: Stolat në park jako reżyser
- 1989: Kthimi i ushtrisë së vdekur jako minister wojny
- 1990: Inxhinieri i minierës jako dyrektor
- 1991: Vizita e damës plakë
- 1994: Dashuria e fundit jako szef policji
- 1996: Tingujt i harresës
- 2007: Sekretet jako dekorator